# نانو لترز
نانو لترز (به انگلیسی: Nano Letters) یک مجله علمی ماهانه است که توسط انجمن شیمی آمریکا منتشر می‌شود. این مجله در ژانویه ۲۰۰۱ تأسیس شد. سردبیر فعلی آن تری دبلیو اودوم از دانشگاه نورث وسترن است. این مجله تمام جنبه‌های علم و فناوری نانو و زیرشاخه‌های آنها را پوشش می‌دهد.